# Sportåret 1990

## Händelser

### Allmänt
- 18 september - IOK meddelar att olympiska sommarspelen 1996 avgörs i Atlanta och inte i någon av motkandidatorterna Belgrad, Manchester, Melbourne, Toronto eller Aten.[1]
- 21-26 juli - Goodwill Games avgörs i Seattle.[1]

### Amerikansk fotboll
- San Francisco 49ers besegrar Denver Broncos med 55 - 10 i Super Bowl XXIV.  (Final för 1989).

#### NFL:s slutspel för 1990
- NFL utökar detta år antalet lag, som deltar i slutspelet från 10 till 12. I slutspelets omgång I deltar tre Wild Cards tillsammans med den tredje-seedade divisionssegraren. Lag 3 möter lag 6 och lag 4 möter lag 5. Lagen som seedats etta och tvåa går direkt till omgång II.

##### NFC (National Football Conference)
- - Lagen seedades enligt följande
- 1 San Francisco 49ers
- 2 New York Giants
- 3 Chicago Bears
- 4 Philadelphia Eagles (Wild Card)
- 5 Washington Redskins (Wild Card)
- 6 New Orleans Saints (Wild Card)
  - Omgång I (Wild Cards)
- Washington Redskins besegrar Philadelphia Eagles med 20 – 6
- Chicago Bears besegrar New Orleans Saints med 16 - 6

- - Omgång II
- New York Giants besegrar Chicago Bears med 31 –3
- San Francisco 49ers besegrar Washington Redskins med 28 - 10

- -     - Omgång III
- New York Giants besegrar San Francisco 49ers med 15 - 13 i NFC-finalen

##### AFC (American Football Conference)
- - Lagen seedades enligt följande
- 1 Buffalo Bills
- 2 Los Angeles Raiders
- 3 Cincinnati Bengals
- 4 Miami Dolphins (Wild Card)
- 5 Kansas City Chiefs (Wild Card)
- 6 Houston Oilers (Wild Card)

- - Omgång I (Wild Cards)
- Cincinnati Bengals besegrar Houston Oilers 41 – 14
- Miami Dolphins besegrar Kansas City Chiefs 17 – 16

- - Omgång II
- Buffalo Bills besegrar Miami Dolphins med 44 – 34
- Los Angeles Raiders besegrar Cincinnati Bengals med 20 - 10

- -     - Omgång III
- Buffalo Bills besegrar Los Angeles Raiders med 51 - 3  i AFC-finalen

### Badminton
- 10-14 april - Europamästerskapen avgörs i Moskva.[1]

### Bandy
- 17 mars - AIK blir svenska mästare för damer efter finalvinst över IF Boltic med 3-1 på Rocklunda IP i Västerås.[2]
- 18 mars - Västerås SK blir svenska mästare för herrar efter finalvinst över Sandvikens AIK med 6-3 på Rocklunda IP i Västerås.[3][4]
- Okänt datum – Västerås SK vinner World Cup.
- Okänt datum – HK Zorkij, Kraznogorsk, Sovjetunionen vinner SJ World Cup genom att i finalen besegra Vetlanda BK med 5–2.

### Baseboll
- 20 oktober - National League-mästarna Cincinnati Reds vinner World Series med 4-0 i matcher över American League-mästarna Oakland Athletics.[5]

### Basket
- 2 april - Södertälje BBK blir svenska mästare för herrar genom att vinna med 68-54 mot Solna IF och därmed kamma hem finalserien med 3-1 i matcher.[1]
- 8 april - Arvika Basket blir svenska mästare för damer genom att vinna med 3-2 mot KFUM Söder och därmed vinna finalserien med 3-2 i matcher.[1]
- 14 juni - Detroit Pistons vinner NBA-finalserien mot Portland Trail Blazers.[6]
- 22 juli - USA blir damvärldsmästare i Kuala Lumpor genom att finalslå Sovjet med 88-78.[7]
- 19 augusti - Jugoslavien blir herrvärldsmästare genom att finalslå Sovjet med 92-75 i Argentina.[8]

### Bordtennis
- 21 januari - 23-årige Mikael Appelgren, Sverige vinner herrklassen och Gabriella Würth, Ungern vinner damklassen vid Europa Top 12 i Hannover.[1]

- Mikael Appelgren blir europamästare i bordtennis genom att i finalen besegra Andrzej Grubba, Polen.
- Sverige segrar i lagtävlingen före Västtyskland

### Boxning
- 11 februari - 29-årige James Douglas, USA besegrar 23-årige Mike Tyson, USA på KO i tredje ronden i Tokyo, och bryter därmed Mike Tysons 37 matcher långa segersvit i tungviktsklassen.[1]
- 25 februari - Svenska amatörmästerskapen i Sundsvall avslutas.[1]
- 17 maj - Magne Havnå, Norge vinner WBO:s världsmästartitel i cruiservikt genoma att besegra Richard Pultz, USA i Års.[1]
- 26 oktober - 30-årige Evander Holyfield, USA besegrar 23-årige James Douglas, USA på KO i tredje ronden i Las Vegas och blir därmed tungviktsvärldsmästare.[1]

### Brottning
- 18 november - Fyrstadsbrottningen avgörs i Varberg, och vinns av Örgryte IS.[1]

### Curling
- 7 april - Norge vinner världsmästerskapet för damer i Västerås före Skottland medan Kanada och Danmark delar på tredjeplatsen.[1]
- Kanada vinner världsmästerskapet för herrar i Västerås före Skottland medan Danmark och Sverige delar på tredjeplatsen.[1]
- 8 december - Sverige vinner Europamästerskapet för herrar i  Lillehammer genom att finalslå Skottland med 9-7.[1]
- Norge vinner Europamästerskapet för damer i  Lillehammer genom att finalslå Skottland med 6-4.[1]

### Cykel
- 6 juni - Gianni Bugno, Italien vinner Giro d'Italia.[1]
- 19 juni - 21-årige Dimitrij Jdanov, Sovjet vinner Postgirot Open, som avslutas i Västerås.[1]
- 22 juli - Greg LeMond, USA vinner Tour de France för tredje gången.[1]
- 23-29 juli - Svenska mästerskapen avgörs i Västerås.[1]

- Rudy Dhaenens, Belgien vinner landsvägsloppet i VM.
- Marco Giovanetti, Italien vinner Vuelta a España

### Fotboll
- 16 mars - Algeriet vinner afrikanska mästerskapet i Algeriet genom att besegra Nigeria med 1–0 i finalen i Alger.[9]
- 19 april - Lennart Johansson från Sverige utses i Valetta till ny ordförande i Uefa, då han besegrar Freddy Rumo med röstsiffrorna 20-15.[1]
- 9 maj - UC Sampdoria vinner Europeiska cupvinnarcupen genom att besegra RSC Anderlecht med 2–0 i finalen på Nya Ullevi i Göteborg.[10]
- 16 maj - Juventus FC vinner UEFA-cupen genom att besegra AC Fiorentina i finalerna.[10]
- 17 maj - Manchester United FC vinner FA-cup-omspelsfinalen mot Crystal Palace FC med 1-0 på Wembley Stadium.[11]
- 22 maj – Djurgårdens IF vinner Svenska cupen för herrar genom att finalslå BK Häcken med 3-0 i Solna.[12]
- 23 maj - AC Milan vinner Europacupen för mästarlag genom att besegra SL Benfica med 1–0 i finalen på Praterstadion.[10]
- 8 juli - Västtyskland blir världsmästare genom att i finalen besegra Argentina med 1–0 i Rom medan Italien kommer på bronsplats. Salvatore Schillaci, Italien vinner skytteligan med sex mål.[13]
- 1 augusti - Svenska Fotbollförbundet utser 45-årige Tommy Svensson som förbundskapten för Sveriges herrar.[1]
- 17 oktober - Kroatien spelar sin första officiella herrlandskamp i fotboll, då man i Zagreb besegrar USA med 2-1.[14]
- 9 december - AC Milan vinner för andra året i rad Interkontinentala cupen efter seger med 3-0 mot Olimpia Asunción från Paraguay på Olympiastadion i Tokyo.[15]
- 19 december - Det återförenade Tyskland spelar sin första officiella herrlandskamp i fotboll, då man i Stuttgart besegrar Schweiz med 4-0.[16]
- Okänt datum – Malmö FF vinner Svenska cupen för damer genom att finalslå Öxabäcks IF med 3-0.[17]
- Okänt datum – Lothar Matthäus utses till Årets spelare i Europa.
- Okänt datum – Diego Maradona, Argentina, utses till Årets spelare i Sydamerika av tidningen El Mundo.
- Okänt datum – Raúl Amarilla, Paraguay, utses till Årets spelare i Sydamerika av tidningen El País.
- Okänt datum – Roger Milla, Kamerun, utses till Årets spelare i Afrika.
- Okänt datum – Wynton Rufer, Nya Zeeland, utses till Årets spelare i Oceanien.

#### Ligasegrare / resp. lands mästare
- Belgien - Club Brugge
- England - Liverpool
- Frankrike - Marseille
- Italien - Napoli
- Nederländerna – Ajax
- Skottland - Rangers
- Portugal – Porto
- Spanien - Real Madrid
- Sverige - IFK Göteborg (herrar) Malmö FF (damer)
- Västtyskland - Bayern München

### Friidrott
- 13 februari - Peter Widén, KA 2 noterar nytt svenskt inomhusrekord i stavhopp för herrar då han hoppar 5.60 meter vid tävlingar i Tammerfors.[1]
- 24 februari - Tord Henriksson, Sverige noterar nytt svenskt och nordiskt inomhusrekord i trestegshopp för herrar då han hoppar 16.95 meter vid DN Games i Globen i Stockholm. I tävlingen ingår även inomhusfinnkampen, som Sverige vinner med 75-63 på herrsidan och 62-55 på damsidan.[1]
- 4 mars - Europamästerskapen i Glasgow avslutas.[1]
- 17 mars - Sergej Bubka, Sovjet noterar nytt inomhusvärldsrekord i stavhopp för herrar då han hoppar 6.05 meter vid tävlingar i Moskva.[1]
- 24 mars - Patrik Bodén, Sverige noterar nytt världsrekord i spjutkastning för herrar då spjutet landar 89.10 meter bort vid tävlingar i Austin.[1]
- 20 maj - Randy Barnes, USA noterar nytt världsrekord i kulstötning för herrar då han kastar 23.12 meter vid tävlingar i Los Angeles.[1]
- 20 juli - 21-årige Steve Backley, Storbritannien noterar nytt världsrekord i spjutkastning för herrar då han kastar 90.98 på Crystal Palace National Sports Centre i London.[1]
- 3-5 augusti - Svenska mästerskapen avgörs på Tingvalla IP i Karlstad.[1]
- 9 augusti - Kanadas regering upphäver kanadensiske kortdistanslöparen Ben Johnsons livstidsavstängning för doping.[1]
- 18-19 augusti - Finnkampen avgörs på Helsingfors Olympiastadion. Finland vinner herrkampen med 217-193, och damkampen med 182-140, medan ungdomarna tävlar i Esbo, där Finland vinner pojkkampen med 102-97 och flickkampen med 89-68.[1]
- 27 augusti-1 september - Storbritannien dominerar på herrsidan och Östtyskland på damsidan då Europamästerskapen avgörs i Split.[1]
- 2 oktober - Europeiska friidrottsförbundet uppger att man diskar tre dopade från Europamästerskapen i Split, jugoslaven Borut Bilać i längdhopp, sovjeten Vjatjeslav Lycho i kulstötning och rumänskan Felicia Tilea i spjutkastning.[1]
- 7 oktober - Simon-Robert Naali, Tanzania vinner herrklassen medan Angela Thooby, Storbritannien vinner damklassen vid Lidingöloppet.[1]
- 31 december - Arturo Barrios, Ecuador vinner herrklassen och María del Carmen Díaz, Mexiko vinner damklassen vid Sylvesterloppet i São Paulo.[18]
- Åke Eriksson, Sverige vinner herrklassen i Stockholm Marathon medan 33-årige Marie-Louise Hamrin, Sverige vinner damklassen.[1]
- Gelindo Bordin, Italien vinner herrklassen vid Boston Marathon.[19] medan Rosa Mota, Portugal vinner damklassen.[20]
- Svenska medaljörer i Europamästerskapen
  - Sven Nylander, silver, 400 m häck
  - Monica Westén, brons, 400 m häck
  - Niklas Wallenlind, brons, 400 m häck
  - Patrik Bodén, brons, spjutkastning

### Golf

#### Herrar
- 10 juni - Craig Stadler, USA vinner SEO på Drottningholms GK utanför Stockholm.[1]
- Mest vunna prispengar på PGA-touren:  Greg Norman, Australien med $1 165 477
- Mest vunna prispengar på Champions Tour (Senior-touren): Lee Trevino, USA med $1 190 518

##### Majorstävlingar
- The Masters - Nick Faldo, England
- US Open - Hale Irwin, USA
- 22 juli - Nick Faldo, England vinner British Open på Old Course-banan.[1]
- PGA Championship - Wayne Grady, Australien

#### Damer
- 5 augusti - 25-åriga Helen Alfredsson, Sverige vinner British Open i Wolburn.[1]
- Mest vunna prispengar på LPGA-touren: Beth Daniel, USA med $863 578

##### Majorstävlingar
- Kraft Nabisco Championship - Betsy King, USA
- LPGA Championship - Beth Daniel, USA
- US Womens Open - Betsy King, USA
- Du Maurier Classic - Cathy Johnston, USA

### Handboll
- 10 mars - Sverige blir herrvärldsmästare genom att finalbesegra Sovjet med 27-23 i Prag.[21]
- 4 december - Sovjet blir damvärldsmästare genom att finalbesegra Jugoslavien med 24-22 i Seoul.[22]
- 11 april - Stockholmspolisens IF blir svenska dammästare.[1]
- 17 april - HK Drott blir svenska herrmästare.[1]

### Hastighetsåkning på skridskor
- 19-21 januari - Bert Veldkamp, Nederländerna blir herr-Europamästare i Heerenveen före Tomas Gustafsson, Sverige och Leo Visser, Nederländerna.[1]
- 17-18 februari - 21-årige Johann Olav Koss, Norge blir herrvärldsmästare i Innsbruck före Veeb vab de Vyrg, Nederländerna och Bert Veldkamp, Nederländerna.[1]

### Hästsport
- 24 juli-5 augusti - Det första samlade Ryttar-VM avgörs i Stockholm.[1]

#### Galopp
- 12 augusti - Svenskt galoppderby avgörs på Jägersro.[1]
- 16 augusti - En 35-årig irländsk jockey anhålls vid Malmö tingsrätt för att ha drogat galopphästen Becam Badge i Svenskt galoppderby.[1]

#### Trav
- 28 januari - Prix d'Amérique avgörs i Paris.[1]
- 27 maj - Elitloppet avgörs på Solvalla.[1]
- 4 augusti - Hambletonian Stakes avgörs på Meadowlandsbanan i New Jersey.[1]
- 2 september - Svenskt travderby avgörs på Jägersro.[1]
- 7 oktober - Svenskt travderby avgörs på Solvalla.[1]

### Innebandy
- 5 februari - Svenska Innebandyförbundet flyttar sitt kansli från Täby till Upplands-Väsby.[23]
- 25 februari - VK Rasket blir svenska mästare för damer genom att finalslå IBK Lockerud med 5-1.[23]
- 7 april - IBK Lockerud blir svenska mästare för herrar genom att besegra Jönköpings IK med 2–0 i matcher i finalserien.[23]
- Juni - Grängesbergs IBK blir medlemsklubb nummer 100 i Svenska Innebandyförbundet.[23]

### Ishockey
- 4 januari - Kanada vinner juniorvärldsmästerskapet i Finland före Sovjet och Tjeckoslovakien.[24]
- 4 februari - CSKA Moskva, Sovjet vinner Europacupen i Västberlin före TPS, Finland och Djurgårdens IF, Sverige.[25]
- 22 mars - Djurgårdens IF blir svenska herrmästare efter slutspelsvinst över Färjestads BK med 3 matcher mot 1.[26]
- 25 mars - Det första världsmästerskapet för damer spelas i Kanada och vinns av Kanada före USA och Finland.[27]
- 2 maj - Världsmästerskapet för herrar spelas i Schweiz och vinns av Sovjet före Sverige och Tjeckoslovakien.[28]
- 24 maj - Stanley Cup vinns av Edmonton Oilers som besegrar Boston Bruins med 4 matcher mot 1 i slutspelet.[29]
- 22 december - Sovjet vinner Izvestijaturneringen i Moskva före Sverige och Tjeckoslovakien.[30]
- 30 december - Djurgårdens IF, Sverige vinner Europacupen genom att finalslå Dynamo Moskva, Sovjet med 3-2 i Düsseldorf.[31]

### Kanotsport
- 25-26 augusti - Världsmästerskapen avgörs i Poznań.[1]

### Konståkning
- 3 februari - Europamästerskapen avslutas i Leningrad.[1]
- 6-11 mars - Världsmästerskapen avgörs i Halifax.[1]

#### VM
- Herrar – Kurt Browning, Kanada
- Damer – Jill Trenary, USA
- Paråkning – Jekaterina Gordejeva & Sergej Grinkov, Sovjetunionen
- Isdans – Marina Klimova & Sergej Ponomarenko, Sovjetunionen

#### EM
- Herrar – Viktor Petrenko, Sovjetunionen
- Damer – Evelyn Grossmann, DDR
- Paråkning – Jekaterina Gordejeva & Sergej Grinkov, Sovjetunionen
- Isdans – Marina Klimova & Sergej Ponomarenko, Sovjetunionen

### Motorsport

#### Enduro
- 15 juli - Världsmästerskapen i Povazska Bystrica avslutas.[1]
- Peter Hansson, Sverige blir världsmästare i 500cc-klassen, tvåtakt på en KTM.
- Jimmie Eriksson, Sverige blir världsmästare i +350cc-klassen, fyrtakt på en Husaberg.

#### Formel 1
- 4 november - Världsmästare blir Ayrton Senna, Brasilien.

#### Isracing
- 11 mars - Jarmo Hirvasoja, Finland blir världsmästare på Ruddalens IP i Göteborg.[1]

#### Rally
- 11-16 april - Björn Waldegård och Fred Gallagher vinner Safarirallyt.
- 28 november - Carlos Sainz, Spanien vinner rally-VM.

#### Speedway
- 1 september - Per Jonsson, Sverige blir världsmästare.[1]

#### Sportvagnsracing
- 16-17 juni - John Nielsen, Price Cobb och Martin Brundle vinner Le Mans 24-timmars med en Jaguar XJR-12.
- 7 oktober - Jean-Louis Schlesser och Mauro Baldi vinner sportvagns-VM.

### Orientering
- 6 maj - Tiomila avgörs sydväst om Norrtälje.[1]
- 27 juli - Femdagarsloppet avslutas i Kåhög.[1]

### Schack
- 20 maj – Yasser Seirawan, USA blir stormästare vid Sweden Chess Tournament i Haninge kommun.[1]
- 15 juli – Michael Wiedenkeller, SK Rockade blir svensk mästare i Göteborg.[1]
- 4 december - Shackolympiaden i Novi Sad avgörs. Sovjet vinner herrklassen före USA och Storbritannien. Ungern vinner damklassen före Sovjet och Kina.[1]
- 31 december – Garri Kasparov, Sovjet blir världsmästare genom att i New York slå Anatolij Karpov, Sovjet.[1]

### Simning
- 28 januari - Svens svenska rekord, tre på herrsidan och tre på damsidan, noteras i Amsterdam vid en landskamp.[1]
- 4 februari - Anders Holmertz, Sverige noterar världsbästatiden 3.40.81 i 25-metersbassäng vid världscupdeltävlingar i Paris.[1]
- 26-29 juli - Svenska långbanemästerskapen avgörs i Norrköping.[1]
- 25-25 november - Svenska inomhusmästerskapen i kortbanesimning avgörs i Valhallabadet i Göteborg.[1]

### Skidor, alpina grenar
- 10 mars - Primin Zurbriggen, Schweiz säkrar segern i världscupen i alpin skidåkning för herrar vid super G-deltävlingen i Hemsedal.[1]

#### Herrar

##### Världscupen
- Totalsegrare: Pirmin Zurbriggen, Schweiz
- Slalom: Armin Bittner, Västtyskland
- Storslalom: Günther Mader, Österrike & Ole Christian Furuseth, Norge
- Super G: Pirmin Zurbriggen, Schweiz
- Störtlopp: Helmut Höflehner, Österrike
- Kombination: Pirmin Zurbriggen, Schweiz

##### SM
- - Slalom vinns av Thomas Fogdö, Gällivare SK. Lagtävlingen vinns av Uppsala SLK.
  - Storslalom vinns av Jonas Nilsson, Sälens IF. Lagtävlingen vinns av Åre SLK.
  - Super G vinns av Niklas Henning, Åre SLK. Lagtävlingen vinns av Åre SLK.
  - Störtlopp vinns av Niklas Henning, Åre SLK. Lagtävlingen vinns av Åre SLK.

#### Damer

##### Världscupen
- Totalsegrare: Petra Kronberger, Österrike
- Slalom: Vreni Schneider, Schweiz
- Storslalom: Anita Wachter, Österrike
- Super G: Carole Merle, Frankrike
- Störtlopp: Katharina Gutensohn, Österrike
- Kombination: Anita Wachter, Österrike

##### SM
- - Slalom vinns av Pernilla Wiberg, Norrköpings SLK. Lagtävlingen vinns av Östersund-Frösö SLK.
  - Storslalom vinns av Camilla Nilsson, Östersund-Frösö SLK. Lagtävlingen vinns av Östersund-Frösö SLK.
  - Super G vinns av Camilla Nilsson, Östersund-Frösö SLK. Lagtävlingen vinns av Östersund-Frösö SLK.
  - Störtlopp vinns av Ulrika Wärvik, Åre SLK. Lagtävlingen vinns av Nolby Alpina.

### Skidor, nordiska grenar
- 3-8 februari - Marie-Helene Westin dominerar damtävlingarna vid svenska mästerskapen i längdskidåkning i Östersund.[1]
- 10-11 mars - Svenska skidspelen avgörs i Örnsköldsvik. Vegard Ulvang, Norge säkrar slutsegern i herrvärldscupen i längdskidåkning.[1]
- 17 mars - Larissa Lazutina, Sovjet vinner damvärldscupen i längdskidåkning genom att vinna i Vang.[1]
- Okänt datum – Sixten Jernbergpriset tilldelades Christer Majbäck, Jukkasjärvi IF.

#### Herrar

##### Världscupen
- 1 Vegard Ulvang, Norge
- 2 Gunde Svan, Sverige
- 3 Bjørn Dæhlie, Norge

##### Övrigt
- Okänt datum – Vasaloppet ställs in.[32]

##### SM
- 15 km (K) vinns av Jan Ottosson, Åsarnas IK. Lagtävlingen vinns av Strömnäs GIF.
- 30 km (K) vinns av Christer Majbäck, Jukkasjärvi IF. Lagtävlingen vinns av Dala-Järna IK.
- 50 km (F) vinns av Christer Majbäck, Jukkasjärvi IF. Lagtävlingen vinns av Dala-Järna IK.
- Stafett 3 x 10 km (F) vinns av Dala-Järna IK med laget  Sven-Erik Danielsson, Lars Håland och Gunde Svan .

#### Damer

##### Världscupen
- 1 Larissa Lazutina, Sovjetunionen
- 2 Jelena Välbe, Sovjetunionen
- 3 Trude Dybendahl, Norge

##### SM
- 5 km (K) vinns av Marie-Helene Westin, Sollefteå SK. Lagtävlingen vinns av Stockviks IF.
- 10 km (K) vinns av Marie-Helene Westin, Sollefteå SK. Lagtävlingen vinns av Stockviks IF.
- 30 km (F) vinns av Marie-Helene Westin, Sollefteå SK. Lagtävlingen vinns av Stockviks IF.
- Stafett 3 x 5 km (F) vinns av Sollefteå SK med laget  Marie-Helene Westin, Eva-Karin Andersson och Lis Frost .

### Skidorientering
- 1-4 mars - Världsmästerskapen avgörs i Skellefteå.[33] Sverige blir bästa nation.[1]

### Skidskytte

#### Herrar

##### VM
- Sprint 10 km
  - 1 Mark Kirchner, DDR
  - 2 Eirik Kvalfoss, Norge
  - 3 Sergej Tjepikov, Sovjetunionen
- Distans 20 km
  - 1 Valerij Medvedzev, Sovjetunionen
  - 2 Sergej Tjepikov, Sovjetunionen
  - 3 Anatolij Tsjdanovitsj, Sovjetunionen
- Stafett 4 x 7,5 km
  - 1 Italien – Peralberto Carrara, Wilfried Pallhuber, Johann Passler & Andreas Zingerle
  - 2 Frankrike – Christian Dumont, Xavier Blond, Hervé Flandin & Tierry Gerbier
  - 3 DDR – Frank Luck, André Sehmisch, Mark Kirchner & Birk Anders
- Lagtävling
  - 1 DDR – Raik Dittrich, Mark Kirchner, Birk Anders & Frank Luck
  - 2 Tjeckoslovakien – Tomas Kos, Ivan Masarik, Jiři Holubec & Jan Matous
  - 3 Frankrike – Christian Dumont, Stéphane Bouthieaux, Hervé Flandin & Tierry Gerbier

##### Världscupen
- 1 Sergej Tjepikov, Sovjetunionen
- 2 Eirik Kvalfoss, Norge
- 3 Valerij Medvedzev, Sovjetunionen

#### Damer

##### VM
- Sprint 7,5 km
  - 1 Anne Elvebakk, Norge
  - 2 Svetlana Davidova, Sovjetunionen
  - 3 Elin Kristiansen, Norge
- Distans 15 km
  - 1 Svetlana Davidova, Sovjetunionen
  - 2 Petra Schaaf, Västtyskland
  - 3 Jelena Golovina, Sovjetunionen
- Stafett 3 x 5 km
  - 1 Sovjetunionen – Jelena Batsevitsj, Jelena Golovina & Svetlana Davidova
  - 2 Norge – Grete Ingeborg Nykkelmo, Anne Elvebakk & Elin Kristiansen
  - 3 Finland – Tuija Vouksiala, Seija Hyytiäinen & Pirjo Mattila
- Lagtävling
  - 1 Sovjetunionen - Jelena Batsevitsj, Jelena Golovina, Svetlana Paramygina & Svetlana Davidova
  - 2 Västtyskland – Irene Schroll, Inga Kesper, Daniela Hörburger & Petra Schaaf
  - 3 Bulgarien – Nadeszda Aleksejeva, Iva Sjkodreva, Maria Manolova & Zvetana Kvasteva

##### Världscupen
- 1 Jirina Adamicková, Tjeckoslovakien
- 2 Anne Elvebakk, Norge
- 3 Jelena Golovina, Sovjetunionen

### Sportgymnastik
- 4 november - Världsmästerskapen i rytmisk sportgymnastik avslutas i Scandinavium i Göteborg.[1]

### Tennis

#### Herrar
- Tennisens Grand Slam:
  - 28 januari - Ivan Lendl, Tjeckoslovakien vinner Australiska öppna i Melbourne genom att finalslå Stefan Edberg, Sverige med 2-1 i set sedan Stefan Edbeerg tvingas ge upp tredje set på grund av en skada åstadkommen i semifinalen.[1]
  - 10 juni - Andres Gomez, Ecuador vinner Franska öppna i Paris genom att finalslå André Agassi, USA med 3-1 i set.[1]
  - 8 juli - Stefan Edberg, Sverige vinner Wimbledonmästerskapen genom att finalslå Boris Becker, Västtyskland med 3-2 i set.[1]
  - 9 september - 19-årige Pete Sampras, USA vinner US Open på Louis Armstrong Stadium i Flushing Meadows genom att finalslå 20-årige André Agassi, USA med 3-0 i set.[1]
- 27 november - Stefan Edberg får Svenska Dagbladets guldmedalj för Wimbledonsegern.[1]
- 7 december - Davis Cup: USA finalbesegrar Australien med 3-2 i Saint Petersburg.[34]
- 15 juli - Richard Fromberg, Australien vinner Swedish Open genom att finalslå 20-årige Magnus Larsson, Sverige med 2-0 i set.[1]
- 29 oktober - Boris Becker, Tyskland vinner Stockholm Open genom att finalslå Stefan Edberg, Sverige med 3-0 i set i Globen i Stockholm.[1]
- 18 november - Andre Agassi, USA vinner ATP Tour World Championships för herrar i Hannover genom att finalslå Stefan Edberg, Sverige med 3-1 i set.[1]

#### Damer
- Tennisens Grand Slam:
  - Australiska öppna - Steffi Graf, Tyskland
  - Franska öppna - Monica Seles, Jugoslavien
  - Wimbledon - Martina Navratilova, USA
  - US Open - Gabriela Sabatini, Argentina
- 29 juli - USA vinner Federation Cup genom att finalbesegra Sovjet med 2-1 i Atlanta.[35]

### Tyngdlyftning
- 10-18 november - Världsmästerskapen avgörs i Budapest.[1]

### Volleyboll
- 1 april - Lidingö SK blir svenska mästare för herrar genom att vinna med 3-1 mot Kungälvs VBK hemma i Gångsätrahallen och därmed ta hem finalserien med 3-2 i matcher.[1]
- 11 april - Sollentuna VK blir svenska mästare för damer genom att vinna med 3-2 mot Uppsala Studenters IF på bortaplan och därmed sega i finalserien med 3-2 i matcher.[1]
- 1 september - Sovjet blir damvärldsmästare genom att finalbesegra Kina med 3-1 i Peking.[36]
- 28 oktober - Italien blir herrvärldsmästare genom att finalbesegra Kuba med 3-1 i Río de Janeiro.[37]

## Evenemang
- VM i basket anordnas i Buenos Aires, Argentina
- VM på cykel anordnas i Utsonomiya,  Japan
- VM i curling för damer anordnas i Västerås, Sverige
- VM i curling för herrar anordnas i Västerås, Sverige
- VM i fotboll anordnas i Rom och 11 andra städer i Italien
- VM i handboll anordnas i Tjeckoslovakien
- VM i ishockey anordnas i Bern och Fribourg, Schweiz
- VM i konståkning anordnas i Halifax, Kanada
- VM i skidskytte anordnas i Minsk, Sovjetunionen/Oslo, Norge och Kontiolax, Finland
- EM i bordtennis anordnas i Göteborg, Sverige
- EM i friidrott anordnas i Split, Jugoslavien
- EM i konståkning anordnas i Leningrad, Sovjetunionen

## Födda
- 4 januari - Toni Kroos, tysk fotbollsspelare.
- 27 januari - Rasmus Jönsson, svensk fotbollsspelare.
- 7 februari - Steven Stamkos, kanadensisk ishockeyspelare.
- 13 februari - Mamadou Sakho, fransk fotbollsspelare.
- 25 februari - Anton Gustafsson, svensk ishockeyspelare.
- 4 mars - Fran Mérida, spansk fotbollsspelare.
- 2 april - Miralem Pjanić, bosnisk fotbollsspelare.
- 3 april - Sotirios Ninis, grekisk fotbollsspelare.
- 10 april - Ben Amos, engelsk fotbollsspelare.
- 17 april - Astrit Ajdarević, svensk fotbollsspelare.
- 9 maj – Jennifer Hermoso, spansk fotbollsspelare.
- 27 maj - Nacer Barazite, nederländsk fotbollsspelare.
- 21 juni - Håvard Nordtveit, norsk fotbollsspelare.
- 9 juli
  - Rafael da Silva, brasiliansk fotbollsspelare.
  - Fábio da Silva, brasiliansk fotbollsspelare.
- 12 augusti – Mario Balotelli, italiensk fotbollsspelare.
- 21 augusti – Jared Staal, kanadensisk fotbollsspelare.
- 28 augusti – Bojan Krkić, spansk fotbollsspelare.
- 20 september – John Tavares, kanadensisk ishockeyspelare.
- 19 oktober – Aleh Dubitski, belarusisk släggkastare.
- 5 november – Darko Brguljan, montenegrinsk vattenpolospelare.
- 26 november – Danny Welbeck, engelsk fotbollsspelare.
- 10 december – Kazenga LuaLua, kongolesisk fotbollsspelare.
- 18 december – Victor Hedman, svensk ishockeyspelare.
- 23 december - Oscar Jansson, svensk fotbollsspelare.
- 25 december - Ramona Bachmann, schweizisk fotbollsspelare.
- 26 december - Aaron Ramsey, walesisk fotbollsspelare.
- 31 december - Yakubu Alfa, nigeriansk fotbollsspelare.

## Avlidna
- 20 mars – Lev Jasjin, sovjetrysk fotbollsspelare.
- 17 april - Sigvard Törnqvist, svensk ryttare och kompositör.
- 22 maj – Rocky Graziano, amerikansk boxare
- 9 augusti - Joe Mercer, engelsk fotbollsspelare och -tränare.
- 29 augusti – Luigi Beccali, italiensk friidrottare.
- 25 november – Bill Vukovich, amerikansk racerförare.
- 28 november - Paco Godia, spansk racerförare.
- 5 december – Camilla Larsson, 19, svensk fotbollsback.[38]
- 21 december – Magda Julin, svensk konståkare.

### Fotnoter
1. 1 2 3 4 5 6 7 8 9 10 11 12 13 14 15 16 17 18 19 20 21 22 23 24 25 26 27 28 29 30 31 32 33 34 35 36 37 38 39 40 41 42 43 44 45 46 47 48 49 50 51 52 53 54 55 56 57 58 59 60 61 62 63 64 65 66 67 68 69 70 71 72 73 74 75 76 77 78 79 80 81 82 83   Horisont 1984. Bertmarks
2. ↑  Erik Jonsson (17 mars 1990). ”1990–1999”. Svenska Bandyförbundet. Arkiverad från originalet den 17 mars 2020. https://web.archive.org/web/20200317214705/https://www.svenskbandy.se/BANDYFINALEN/HISTORIK/Svenskamastare/Damer/1990-1999. Läst 18 mars 2020.
3. ↑  Erik Jonsson (18 mars 1990). ”1990–1999”. Svenska Bandyförbundet. https://www.svenskbandy.se/BANDYFINALEN/HISTORIK/Svenskamastare/Herrar/1990-1999/. Läst 18 mars 2020.
4. ↑  ”Västerås Sportklubbs SM-finaler i bandy”. VSK Forum. http://www.vskforum.com/vsk.nu/SM-finallag.html. Läst 21 juli 2011.
5. ↑  ”1990 World Series” (på engelska). Baseball-Reference.com. http://www.baseball-reference.com/postseason/1990_WS.shtml. Läst 25 juni 2015.
6. ↑  ”Basketball Reference”. http://www.basketball-reference.com/leagues/NBA_1990_games.html. Läst 25 augusti 2011.
7. ↑  ”Sport Statistics”. Arkiverad från originalet den 3 juli 2015. https://web.archive.org/web/20150703220754/http://todor66.com/basketball/World/Women_1990.html. Läst 24 augusti 2011.
8. ↑  ”Sport Statistics”. Arkiverad från originalet den 12 juli 2008. https://web.archive.org/web/20080712093752/http://todor66.com/basketball/World/Men_1990.html. Läst 24 augusti 2011.
9. ↑  ”African Nations Cup 1990” (på engelska). RSSSF. http://www.rsssf.com/tables/90a.html. Läst 16 augusti 2011.
10. 1 2 3  ”European Competitions 1989-90” (på engelska). RSSSF. http://www.rsssf.com/ec/ec198990.html. Läst 16 augusti 2011.
11. ↑  ”England FA Challenge Cup 1989-1990” (på engelska). RSSSF. http://www.rsssf.com/tablese/engcup1990.html. Läst 19 augusti 2012.
12. ↑  Jimmy Lindahl (25 maj 2005). ”Svenska cupen – finalmatcher”. Bolletinen. http://www.bolletinen.se/sfs/pdf/stat_h_allsvens_1941_2005_stat_herr_cupen_finalmatcher.pdf. Läst 21 augusti 2012.
13. ↑  ”World Cup 1990” (på engelska). RSSSF. http://www.rsssf.com/tables/90f.html. Läst 12 augusti 2011.
14. ↑  ”Croatia - International Matches” (på engelska). RSSSF. http://www.rsssf.com/tablesk/kroa-intres.html. Läst 20 augusti 2011.
15. ↑  ”Intercontinental Club Cup 1990” (på engelska). RSSSF. http://www.rsssf.com/tablest/toyota90.html. Läst 16 augusti 2011.
16. ↑  ”(West) Germany - International Results” (på engelska). RSSSF. http://www.rsssf.com/tablesd/duit-intres.html. Läst 20 augusti 2011.
17. ↑  Jimmy Lindahl (25 maj 2005). ”Svenska cupen för damer”. Bolletinen. http://www.bolletinen.se/sfs/pdf/stat_d_lanslag_19981_2005_sv_cup_damer.pdf. Läst 21 augusti 2012.
18. ↑  ”1990” (på portugisiska). Sylvesterloppet. Arkiverad från originalet den 1 mars 2014. https://web.archive.org/web/20140301032551/http://www.saosilvestre.com.br/1990. Läst 19 augusti 2012.
19. ↑  ”Boston Marathon”. Arkiverad från originalet den 27 april 2015. https://web.archive.org/web/20150427035419/http://www.baa.org/races/boston-marathon/boston-marathon-history/past-champions/past-mens-open-champions.aspx. Läst 9 april 2011.
20. ↑  ”Boston Marathon”. Arkiverad från originalet den 7 mars 2012. https://web.archive.org/web/20120307073943/http://www.baa.org/races/boston-marathon/boston-marathon-history/past-champions/past-womens-open-champions.aspx. Läst 9 april 2011.
21. ↑  ”Sport Statistics”. Arkiverad från originalet den 24 augusti 2011. https://web.archive.org/web/20110824143202/http://www.todor66.com/handball/World/Men_1990.html. Läst 23 augusti 2011.
22. ↑  ”Sport Statistics”. Arkiverad från originalet den 24 augusti 2011. https://web.archive.org/web/20110824171244/http://www.todor66.com/handball/World/Women_1990.html. Läst 23 augusti 2011.
23. 1 2 3 4  ”Datum i innebandyhistorien”. Svenska Innebandyförbundet. Arkiverad från originalet den 15 maj 2021. https://web.archive.org/web/20210515132333/https://epiadmin.innebandy.se/sv/StatistikHistorik/Datum-i-innebandyhistorien/. Läst 22 augusti 2011.
24. ↑  ”Championnat du monde 1990 des moins de 20 ans” (på franska). Hockey Archives. 4 januari 1990. https://www.hockeyarchives.info/U-20_1990.htm. Läst 9 september 2012.
25. ↑  ”Coupe d'Europe 1989/90” (på franska). Hockey Archives. 4 februari 1990. https://www.hockeyarchives.info/Europe1990.htm. Läst 9 september 2012.
26. ↑  ”Championnat de Suède 1989/90” (på franska). 22 mars 1990. https://www.hockeyarchives.info/Suede1990.htm. Läst 15 augusti 2011.
27. ↑  ”Championnats du monde féminins 1990” (på franska). Hockey Archives. 25 mars 1990. https://www.hockeyarchives.info/mondefem1990.htm. Läst 15 augusti 2011.
28. ↑  ”Championnats du monde 1990” (på franska). Hockey Archives. 2 maj 1990. https://www.hockeyarchives.info/mondial1990.htm. Läst 15 augusti 2011.
29. ↑  ”NHL 1989/90” (på franska). Hockey Archives. https://www.hockeyarchives.info/NHL1990.htm. Läst 23 mars 2020.
30. ↑  ”Matches internationaux 1990/91” (på franska). Hockey Archives. 22 december 1990. https://www.hockeyarchives.info/inter1991.htm. Läst 20 augusti 2012.
31. ↑  ”Coupe d'Europe 1990/91” (på franska). Hockey Archives. 30 december 1990. https://www.hockeyarchives.info/Europe1991.htm. Läst 9 september 2012.
32. ↑  ”Historiska segrare”. Vasaloppet. Arkiverad från originalet den 22 mars 2020. https://web.archive.org/web/20200322121012/https://www.vasaloppet.se/wp-content/uploads/sites/1/2019/09/historiska_segrare_vasaloppet_sve_2019-09-18.pdf. Läst 3 mars 2012.
33. ↑  ”World Ski Orienteering Championships 1990” (på engelska). http://orienteering.org/events/?event_id=121. Läst 9 september 2012.
34. ↑  ”Davis Cup”. http://www.daviscup.com/en/results/tie/details.aspx?tieId=10000752. Läst 20 augusti 2011.
35. ↑  ”Fed Cup”. Arkiverad från originalet den 24 april 2011. https://web.archive.org/web/20110424032130/http://www.fedcup.com/en/results/tie/details.aspx?tieId=20005870. Läst 21 augusti 2011.
36. ↑  ”Sport Statistics”. Arkiverad från originalet den 27 december 2015. https://web.archive.org/web/20151227011741/http://todor66.com/volleyball/World/Women_1990.html. Läst 24 augusti 2011.
37. ↑  ”Sport Statistics”. Arkiverad från originalet den 16 november 2015. https://web.archive.org/web/20151116062019/http://todor66.com/volleyball/World/Men_1990.html. Läst 24 augusti 2011.
38. ↑  ”Borås Tidning”. 4 oktober 2008. Arkiverad från originalet den 29 oktober 2012. https://web.archive.org/web/20121029115338/http://www.bt.se/sport/oxabacks-ifs-damlags-historia%28890694%29.gm. Läst 11 september 2011.